# Bocagea
Bocagea A. St.-Hil. – rodzaj roślin z rodziny flaszowcowatych (Annonaceae Juss.). Według The Plant List w obrębie tego rodzaju znajdują się 2 gatunki o nazwach zweryfikowanych i zaakceptowanych, podczas gdy aż 9 taksonów ma status gatunków niepewnych (niezweryfikowanych). Występuje naturalnie w klimacie równikowym obu Ameryk, a według niektórych źródeł występuje endemicznie w Brazylii. Gatunkiem typowym jest B. viridis A.St.-Hil.

## Morfologia
PokrójZimozielone drzewa lub krzewy.
LiścieNaprzemianległe, pojedyncze. Liść na brzegu jest całobrzegi.
KwiatyPromieniste, obupłciowe, pojedyncze. Rozwijają się w kątach pędów. Mają 3 działki kielicha zrośnięte u podstawy. Płatków jest 6, są wolne, mają białą barwę. Pręciki są wolne. Zalążnia górna składa się z 3–6 wolnych słupków.
OwocePojedyncze lub zebrane po 2–3 tworząc owoc zbiorowy. Mają kształt od kulistego do odwrotnie jajowatego.

## Systematyka
Pozycja według APweb (aktualizowany system APG III z 2009)
Rodzaj wraz z całą rodziną flaszowcowatych w ramach rzędu magnoliowców wchodzi w skład jednej ze starszych linii rozwojowych okrytonasiennych określanych jako klad magnoliowych.
Lista gatunków
- Bocagea longipedunculata Mart.
- Bocagea viridis A.St.-Hil.